# Кастеларе ди Меркурио
Кастеларе ди Меркурио (фр. Castellare-di-Mercurio) насеље је и општина у Француској у региону Корзика, у департману Горња Корзика која припада префектури Кор.
По подацима из 2011. године у општини је живело 34 становника, а густина насељености је износила 5,56 становника/km². Општина се простире на површини од 6,12 km². Налази се на средњој надморској висини од 600 метара (максималној 1.416 m, а минималној 331 m).

## Демографија
| 1962. | 1968. | 1975. | 1982. | 1990. | 1999. | 2011. |
| ----- | ----- | ----- | ----- | ----- | ----- | ----- |
| 66    | 90    | 45    | 38    | 29    | 25    | 34    |

График промене броја становника у току последњих година